# Kozy (gmina)
Kozy – gmina wiejska w województwie śląskim, w powiecie bielskim. W latach 1975–1998 znajdowała się w województwie bielskim. Jej siedziba i jedyna miejscowość to Kozy.
Według danych z 31 grudnia 2019 gminę zamieszkiwały 13 024 osoby.

## Nazwa
Nazwę miejscowości w zlatynizowanej staropolskiej formie Dwye Kozy wymienia w latach 1470–1480 Jan Długosz w księdze Liber beneficiorum dioecesis Cracoviensis.

## Struktura powierzchni
Według danych z roku 2002 gmina Kozy ma obszar 26,9 km², w tym:
- użytki rolne: 44%
- użytki leśne: 37%

Gmina stanowi 5,88% powierzchni powiatu.

## Demografia
Dane z 31 grudnia 2019:
| Opis                              | Ogółem | Ogółem | Kobiety | Kobiety | Mężczyźni | Mężczyźni |
| --------------------------------- | ------ | ------ | ------- | ------- | --------- | --------- |
| jednostka                         | osób   | %      | osób    | %       | osób      | %         |
| populacja                         | 13 024 | 100    | 6245    | 51,7    | 6779      | 48,3      |
| gęstość zaludnienia (mieszk./km²) | 484,2  | 484,2  | 232,2   | 232,2   | 252,0     | 252,0     |

Piramida wieku mieszkańców gminy Kozy w 2014 roku.

## Honorowi obywatele
Nadawanie honorowego obywatelstwa gminy Kozy zostało wprowadzone w życie uchwałą przez Radę Gminy w Kozach w 1996 roku. 
Wykaz honorowych obywateli Kóz:
- ks. prałat Władysław Sieczka
- Jacek Falfus
- Eugeniusz Baścik
- Władysław Skoczylas
- Józef Woliński
- Tadeusz Manda
- ks. Walenty Brynczka
- Stanisław Wróbel
- Henryk Talar[5]

## Sąsiednie gminy
Bielsko-Biała, Czernichów, Kęty, Porąbka, Wilamowice, Wilkowice